# أيمن بن عمور
أيمن بن عمور (7 سبتمبر 1985 سيدي بوزيد تونس - ) هو لاعب كرة قدم تونسي يلعب كمدافع.

## روابط خارجية
- أيمن بن عمور على موقع قاعدة بيانات كرة القدم.إي يو (الإنجليزية)
- أيمن بن عمور على موقع Soccerway.com (الإنجليزية)